# Duca Lamberti
Duca Lamberti è un personaggio letterario creato dallo scrittore Giorgio Scerbanenco, che lo ha reso protagonista di quattro suoi romanzi noir. 
È un ex-medico, radiato dall'Ordine per aver praticato un'eutanasia su una paziente in stato terminale. Le indagini di Lamberti sono tutte ambientate a Milano e dintorni, nella seconda metà degli anni sessanta.

## Biografia

Duca Lamberti (interpretato da Bruno Cremer nel film Il caso "Venere privata", 1970)

Duca Lamberti è figlio di un poliziotto di origini romagnole che, dopo aver prestato servizio in Sicilia (dove fu accoltellato in servizio, da uomini della mafia), venne trasferito a Milano, presso la questura di via Fatebenefratelli.
Grazie ai sacrifici del padre, e dietro la sua spinta, Duca consegue la laurea in medicina e inizia ad esercitare la professione medica presso una rinomata clinica  gestita da un cinico primario.
Il giovane medico ha in cura un'anziana signora, ormai allo stadio terminale e, dietro sua esplicita richiesta, le somministra un'iniezione letale. Duca viene processato per aver praticato l'eutanasia e condannato a tre anni di carcere. Il padre di Duca non riesce a sostenere gli eventi e muore a pochi giorni dalla sentenza. Durante la prigionia, Càrrua, amico e collega del padre, si occuperà del sostentamento della sorella di Duca, Lorenza, e della piccola Sara (nata da una relazione illegittima di Lorenza).
Appena Duca esce dal carcere viene aiutato da Càrrua che gli procura un incarico molto confidenziale. Duca trasforma la particolare situazione che gli viene affidata in una vera e propria indagine poliziesca andando contro ogni superficialità e perbenismo. Durante questa indagine viene affiancato dall'agente Mascaranti che, d'ora in poi, sarà al suo fianco in ogni indagine. Duca incontra anche la giovane laureata Livia Ussaro che viene coinvolta tragicamente nell'indagine e che diventerà la sua compagna. Questa prima indagine viene descritta nel primo romanzo, Venere privata. Nel successivo Traditori di tutti Duca viene coinvolto nell'indagine sulla morte dell'avvocato Sompani, suo compagno di carcere, e riesce a smascherare una banda dedita al traffico d'armi e droga. Durante questa indagine Duca acquista la consapevolezza di essere tagliato per fare l'investigatore e decide di accettare la proposta di Càrrua e di diventare poliziotto presso la questura di Milano.

## Opere
- 1. Venere privata, Garzanti, Milano, 1966.
- 2. Traditori di tutti, Garzanti, Milano, 1966.
- 3. I ragazzi del massacro, Garzanti, Milano, 1968.
- 4. I milanesi ammazzano al sabato, Garzanti, Milano, 1969.

### Apocrifi
- Il ritorno del Duca, a cura di Gian Franco Orsi, Garzanti, Milano, 2007. [raccolta di 16 racconti]

## Filmografia
Tre sono stati i film realizzati sulla figura di Duca Lamberti, seppur da registi e interpreti diversi:
- I ragazzi del massacro di Fernando Di Leo (1969)
- Il caso "Venere privata" di Yves Boisset (1970)
- La morte risale a ieri sera di Duccio Tessari, tratto da I milanesi ammazzano al sabato (1970)